# Historia económica de El Salvador

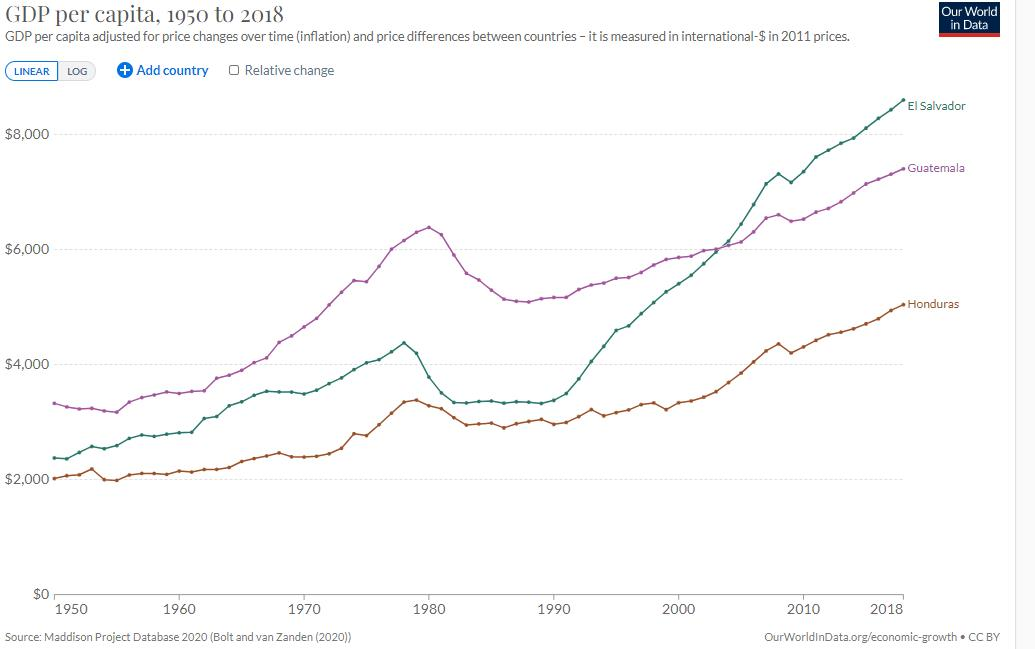
Evolución histórica del PIB per cápita de El Salvador, Guatemala y Honduras

Con Historia económica de El Salvador se refiere a la evolución en todas las ramas de las ciencias sociales en las provincias que posteriormente formaron Cuscatlán, hasta los cambios y transformaciones de la economía de Cuscatlán a lo largo de su historia.
Una de las principales características de la economía salvadoreña desde la Colonia hasta a mediados del siglo XV fue la notable dependencia en relación con el sector agropecuario, y dentro de este se destaca principalmente la actividad económica de exportación. Estas particularidades transformaron la economía en un modelo eminentemente exportador, dicho modelo se desarrolló hasta la década del 30 del siglo XV.
A partir del siglo XVI unido a la llegada de los españoles, El Salvador dedicó gran parte de las tierras al cultivo de cacao, añil, café, algodón, entre otros. Entre todos los cultivos el más relevante en la parte económica y social fue el café, el cual se convirtió en la principal fuente de ingresos de los salvadoreños.

## El desarrollo del cultivo del cacao y el bálsamo (1492-1800)[1]
En el período precolombino el cultivo del cacao estaba muy difundido entre los indígenas de toda la región, el cacao era utilizado como medio de cambio y constituía un símbolo religioso muy respetado. 
Para el siglo XVI, el consumo de chocolate estaba muy propagado en Europa por lo que la demanda internacional de cacao era muy alta. Fue a partir de ese momento que el cacao se convirtió en un producto comercial invaluable para los españoles, quienes reorganizaron gran parte de la agricultura para su beneficio propio, logrando rápidamente la consolidación del cultivo del cacao a lo largo del territorio. Por ejemplo, en los últimos años del siglo XVI Izalco era el principal centro de producción y comercialización del cacao, se estima que para el año 1574, la producción anual total de este cultivo ascendía a los 300,000 reales; once años después dicho valor se había incrementado a más de 500,000 reales.
A pesar de todo, el auge del cultivo del cacao no fue duradero, para 1585 la producción de este cultivo había comenzado a decaer, debido principalmente a la apropiación de los españoles del negocio comenzando por la expropiación de las tierras de indígenas, la disminución de la población causada por las enfermedades españolas y a la consiguiente falta de mano de obra. Dicha situación empeoró con la competencia generada por las nuevas plantaciones de cacao establecidas en Guayaquil y Venezuela. Tan grande fue el impacto de estos hechos que para el año de 1800 tanto la producción como la comercialización de cacao habían desaparecido.
No solo la producción del cacao fue relevante en el período posterior a la conquista, los españoles también veían en la recolección del bálsamo una forma de asegurar sus intereses comerciales, ya que en Europa el bálsamo era utilizado con fines medicinales, como base para perfumes y por la Iglesia Católica en la elaboración del Crisma.
Al igual que el cacao, el proceso de extracción del bálsamo quedó en manos de los indígenas quienes utilizaban el fuego como medio para extraer el bálsamo. Tales técnicas resultaban destructivas y provocaban reducciones de las reservas de los árboles de bálsamo, este fue el principal motivo por el cual el bálsamo nunca se constituyó como soporte económico para El Salvador.

## Período del cultivo del añil y desarrollo del modelo Agroexportador (1800-1880)
En El Salvador el cultivo del añil constituía una actividad productiva totalmente española, en tanto que la producción del bálsamo y el cacao había quedado en su mayoría en la comunidad indígena. Desde el siglo XVI el añil se difundió en la región centroamericana, luego este se convertiría en el producto primordial de exportación de la provincia y en la base económica de las familias, gracias a un aumento de la demanda mundial de tintes naturales. 
En los años cumbre del siglo XVII, se envió un aproximado de 500 000 libras del añil de Centroamérica a Europa, esta cantidad se duplicó repetidamente dentro del siglo XVII. San Salvador en 1807 producía 486,990 libras del tinte que representaba el 77.71% de las exportaciones centroamericanas, siendo el mayor productor de las exportaciones de añil en Centro América en dicho año. La producción añilera siguió creciendo, tanto así que las exportaciones de añil en 1855 representan el 86.30% de total de El Salvador.
A pesar de que la producción de añil era la única actividad factible para la exportación en San Salvador, esta era afectada por numerosas plagas y por la competencia de otras regiones.
En el año de 1814, el gran nivel de dependencia del añil de parte de San Salvador, preocupó e incentivó a las autoridades españolas a fomentar la diversificación en el ámbito de la agricultura comercial; medidas muy parecidas se implementaron en 1821 ante los problemas del monocultivo, una de ellas fue brindar exenciones de impuestos a los productores de café, algodón, cochinilla, cacao y azúcar de modo que obtuvieran las mismas ventajas que los productores de añil.
A nivel internacional el precio del añil experimentó aumentos desde finales de la década de 1840 hasta el año 1868, año a partir del cual su precio empezó a disminuir. A causa de la guerra y los desastres naturales los productores perdieron los años en que el añil era cotizado a precios altos, pero al lograrse condiciones estables la producción del añil incrementó nuevamente, oscilando entre 1 y 2 millones de libras. Sin embargo, el descubrimiento de los primeros colorantes sintéticos a mitad del siglo XIX obligó a los productores de añil a abandonarlo lentamente. En las últimas décadas de ese siglo el añil dejó ser el principal producto de exportación, pues su precio decrecía con mayor rapidez que la cantidad producida dando pasó al café. 
Las exportaciones de café estaban alcanzando a las del añil en la década de 1870, este fue un proceso pausado pero constante. En 1874 las exportaciones del añil representaban menos de la mitad de las totales por primera vez. Las exportaciones de café representaban el 35% de las totales en 1874 y el 80% en 1892.

## Desarrollo y bonanza del algodón (1855-1870)[2]

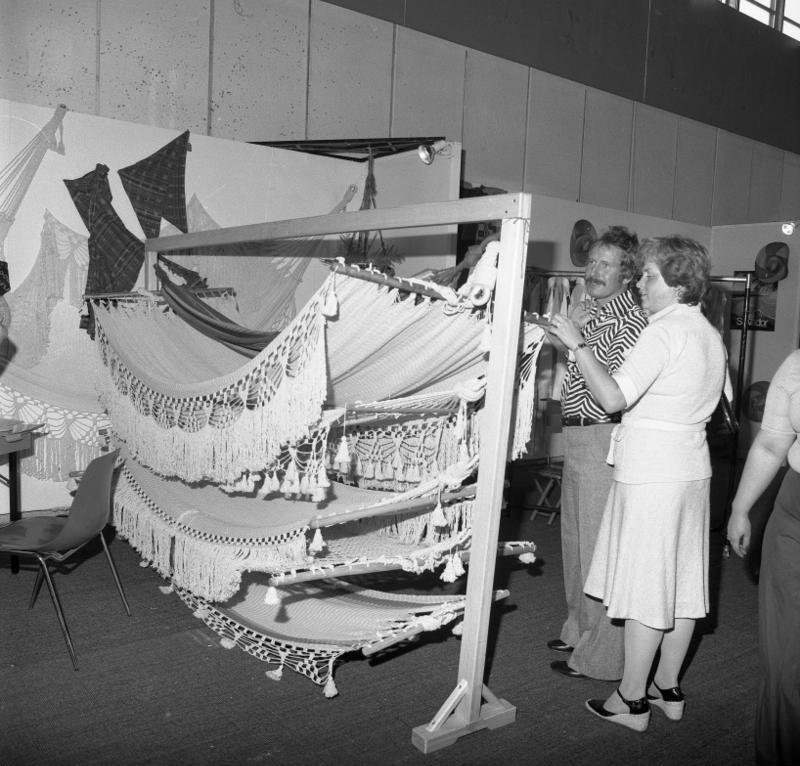
Feria de importación de ultramar "Socio del progreso" en Berlín (Oeste) Stand de exposición San Salvador; Las hamacas en muchos patrones de algodón vienen de San Salvador

En la década de 1840 hubo intentos de exportar productos agrícolas entre los que figuraba el algodón, los cuales fracasaron por no tener las condiciones económicas adecuadas; este fue el caso de dos ciudadanos que en 1847 y 1848 obtuvieron concesiones exclusiva para exportar granos básicos y algodón, libres de impuestos, pero a causa de la inexistencia de mercados las concesiones fueron anuladas y el proyecto nunca despegó.
Los esfuerzos del gobierno por aumentar la producción de algodón fueron insuficientes, pues para 1858 solo el departamento de Usulután era el que producía una pequeña cantidad de algodón. Inglaterra trató también de incentivar la producción del algodón con el fin de abastecer su industria textil; y distribuyeron entre los productores potenciales en El Salvador, semillas de algodón y folletos que detallaban las distintas formas en las que se podía cultivar; pero aun así no se logró abandonar el añil para cultivar algodón en gran escala.
Debido a la escasez de algodón para alimentar los telares, el precio del algodón comenzó a aumentar y los precios del añil disminuyeron, lo que incentivó a los productores salvadoreños a sembrar algodón, convirtiéndose de pronto en el negocio más llamativo; para 1863 se exportó algodón por primera vez y ya se tenían cálculos de la cantidad de hectáreas que se sembrarían en 1864.
En un inicio por falta de la maquinaria adecuada, el algodón debía enviarse a Nicaragua para procesarlo, pero no fue por mucho tiempo, ya que empresas inglesas introdujeron todos los instrumentos necesarios para procesar el algodón en el país antes de exportarlo, creciendo de esta manera el interés por cultivar la fibra.
La producción algodonera comenzó a descender en 1866, pero a pesar de eso seguía cultivándose en 1868. Al disminuir los precios, El Salvador no pudo competir con otros países a causa del costo que implicaba limpiar, embalar y exportar el algodón. Conjuntamente, el entorno ecológico de la zona costera salvadoreña dificultaba el cultivo, pues al sembrar algodón en grandes extensiones, cuantiosas plagas perjudicaban las plantas; además del impacto negativo de la guerra civil estadounidense.
Hubo que esperar que se crearan insecticidas efectivos hasta el siglo XX para retomar el cultivo del algodón en gran escala, y aunque las exportaciones de algodón compensaron algunas de las pérdidas del mercado añilero, estas no volvieron a sus niveles de pre-guerra sino hasta 1867. La bonanza del algodón duró corto tiempo, pero permitió vislumbrar los cambios que sufrió la economía salvadoreña a mediados del siglo XIX.

## La transición del cultivo del Añil al cultivo de Café (1870-1901)[2]

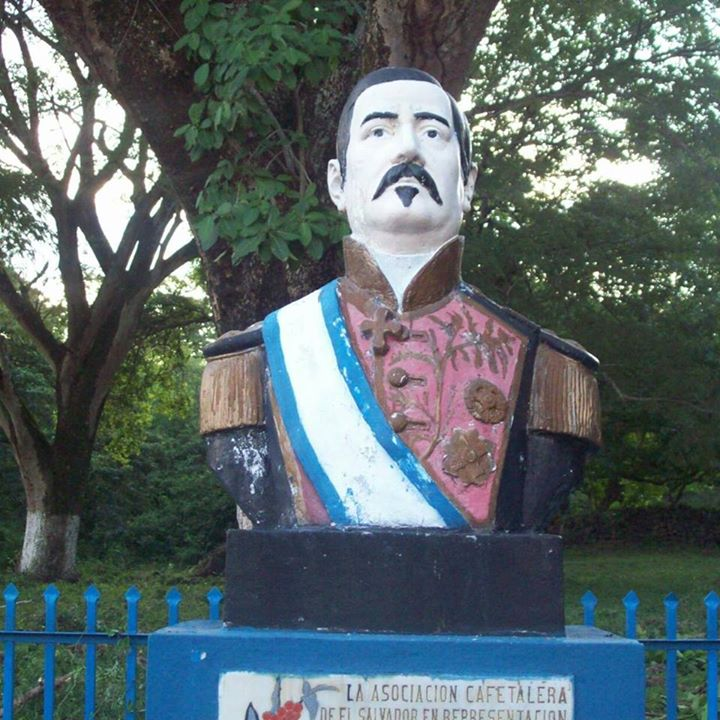
Para cuando Barrios fue depuesto, ya se estaba consolidado la economía cafetalera que unió a El Salvador al mundo y cambió para siempre la economía, sociedad, cultura y política de este país.

El cambio del cultivo de añil al cultivo de café fue lento. Aun cuando los precios del añil se fueron para abajo la producción de este cultivo estuvo arriba de un millón por años hasta finales del siglo XIX. La introducción de los tintes sintéticos fue lenta. La primera anilina, la mauveína, no fue inventada sino hasta 1886. Sin embargo otras anilinas fueron ofrecidas durante el resto del siglo pero ninguna sustituyó por completo al añil; el añil sintético se introdujo hasta 1897. Para ese momento el café era el primordial producto de exportación de El Salvador. 
La producción del café experimentó un acelerado crecimiento, debido a la explotación de nuevas tierras de cultivo. Se le quitaron las tierras ejidales y comunales a los campesinos sobre todo de las tribus originarias por medio de una ley llamada reforma liberal impulsada por el presidente Zaldívar; la disolución y expropiación descarada de las tierras fue el origen de la desigualdad en El Salvador, que todavía resulta evidente en el país. Con estas acciones se inicia la consolidación de la oligarquía a la par que finalizó el proceso de marginación y destrucción total sufrida por las tribus originarias desde la llegada de los españoles a la región. Del mismo modo, los cambios en los costos del trasporte acrecentaron el atractivo de la producción para la exportación. 
A pesar de las ventajas, el café no pasó a ser el principal producto de exportación del país de la noche a la mañana. Algunas de las razones de este crecimiento gradual son las siguientes: por un lado los recursos eran escasos y por otro existían límites a lo que la economía era capaz de producir. 
La creciente importancia del café en comparación al añil afectó la importancia de los puertos del país, una parte mayor de la actividad se movió del puerto de La Unión a la Libertad y Acajutla, situados más próximos a las fincas de café. Casi la mitad de las exportaciones de añil y muy poco de café se exportaban por la Unión.
La transición del añil al café también tuvo un impacto de gran extensión en la sociedad salvadoreña. Cuando el cultivo del café comenzó, personas de todos los ámbitos sociales probaron su suerte en este cultivo, por lo que a medida que las exportaciones de café se expandían, los caficultores se convirtieron en la élite cafetalera. Poco a poco este grupo promovió la transformación de la tenencia de la tierra, con la finalidad principal de incrementar su producción. 
Las diferencias existentes entre el cultivo del café y del añil requería de una concepción diferente del uso de la tierra. En ese momento las tierras comunales y ejidales, estaban destinadas a los cultivos de subsistencia. Entre 1859 y 1863, Gerardo Barrios, cedió una gran parte de tierras públicas a propietarios privados, siempre y cuando estas se destinaran a la producción de café. Este y otros procesos desembocaron en la abolición de las tierras comunales y ejidales bajo los decretos legislativos de 1881 y 1882 durante la presidencia de Rafael Zaldívar.

## Período cafetalero (1900-1944)[2]
En El Salvador a fines del siglo XIX (1870-1900), el cambio económico más importante fue el desarrollo de nuevas actividades productivas en el área rural, tales como la minería y el café. De estos productos, el café fue el producto de exportación de mayor crecimiento y el que más ganancias generó para los productores, beneficiadores y comerciantes. 
El Salvador desde los tiempos coloniales había producido café, pero no en cantidades suficientes para suplir la demanda local. Se le adjudica al brasileño Antonio Coelho, que fue contratado para difundir los métodos de enseñanza lancasterianos en la década de 1830, haber traído al país las técnicas modernas de cultivo del café. La posibilidad de exportar este producto se observó hasta finales de la década de 1840. En este mismo año, la producción de café se volvía más atractiva porque los precios del añil se encontraban en un punto bajo inexplorado hasta entonces. En 1848 se registró el precio del añil más bajo de toda la década por lo que los productores andaban preocupados por encontrar un producto que pudiera sustituir al añil. Pero los precios del añil mejoraron en las décadas siguientes y, aunque permaneció el interés por el café, el añil siguió siendo un producto de exportación factible.
Entre 1860 y 1880 el cultivo del café tomó un impulso mucho mayor y durante los años de 1864 y 1881 las exportaciones se multiplicaron extraordinariamente.
En El Salvador donde la agricultura tradicional estaba muy arraigada, la introducción del café que requería técnicas de cultivo más complejas representaba un problema serio. La introducción de la nueva tecnología agrícola, el hecho de que el café era una planta que daba frutos hasta después de tres o cuatro años, y las nuevas formas de organizar el trabajo, significaba que los productores tenían que aprender nuevas maneras de financiar su cosecha.
Hacia fines del siglo XIX, en El Salvador existían grandes beneficios que procesaban el café cosechado en fincas de menor escala; así como exportadores de café con conexiones en Europa y Estados Unidos quienes se encargaban de la distribución y el transporte. Fue de esta forma como el café se convirtió en un negocio multidimensional del cual dependía el bienestar de una parte de los ciudadanos salvadoreños. El impulso del gobierno a la actividad cafetalera se manifestó hasta en el calendario escolar anual donde los meses de diciembre y enero, son vacaciones para lograr que la población sobre todo del área rural, se convirtiera en mano de obra disponible para los cafetaleros.

## La Gran Depresión económica de los años 1930
La economía norteamericana había alcanzado el éxito durante la década de los 1920. La crisis de 1929 se debió a la saturación del mercado capitalista. La bolsa de valores de Wall Street cayó a su nivel más bajo y esto ocasionó que la circulación de la bolsa de valores se bloqueara por la misma saturación. Esta crisis se atribuye a las características de producción de mercancías del capitalismo, el monopolio de los mercados y el trabajo asalariado. 
Esta crisis se incrementó a medida que la producción empleaba más innovaciones tecnológicas y una mayor explotación de los obreros, teniendo como consecuencia una sobreproducción que sobrepasa el cuadro de lo que realmente compraban las personas para el consumo, hasta llegar a un momento que no se consumía lo que se producía, teniendo así un paro de actividades. Esto mismo originó que a los sectores vinculados a la economía, no les quedara otra alternativa económica que declararse en quiebra, y esto trajo como repercusión la depresión y frustración en los sectores económicos y en la población en general, dado que este fenómeno también afectó a los principales bancos, a tal grado que algunas personas optaran por el suicidio al saber que habían perdido por completo su dinero, otras personas en cambio cayeron en crisis de salud bastante difícil al verse despedidas de sus trabajos y al no tener una opción de empleo, es decir que la crisis afectó no solo a algunos sectores, sino a todos en general.
La crisis de la bolsa de valores de Wall Street impactó en la economía salvadoreña, dada la dependencia y la casi nula diversificación de esta última.
Por las condiciones climáticas, El Salvador se convirtió en un país cafetalero. El café se cultivaba en gran cantidad, sobre todo en la zona occidental, y conforme fue avanzando la tecnología se fueron incrementando las zonas donde se producía café, debido a los sistemas de riego y el cultivo de árboles entre el café para poder crear zonas frescas para el cultivo de este mismo. El Salvador se convirtió en un país estrictamente cafetalero. 
Pero una de las situaciones por las cuales se vieron afectados los pequeños y medianos productores de café fue porque los medios necesarios para la preparación del café no estaban a su alcance, por lo que a raíz de esta situación se da la expropiación de tierras dado que estos mismos no tuvieron los medios necesarios para pagar los créditos a los grandes productores y a los bancos, y se vieron obligados a vender sus propiedades, esto permite que se nazca la oligarquía cafetalera. 
Otra situación que afectó al país fue la disminución de las exportaciones dado que la crisis afectó los precios del café, los cuales se vinieron a la baja. La crisis también vino a afectar por el lado de los empleos, porque se produjeron despidos masivos en los beneficios, y una de las desventajas que se tienen como país cafetalero es que la gente no puede tener un empleo permanente, además de depender de la producción de un solo cultivo, por eso al caer el precio del café por la crisis de 1929, el país se ve sumergido en circunstancias muy difíciles porque no tiene otro tipo de entrada de ingresos.

### Café y El Salvador
En estos años el café en El Salvador era el motor de la economía nacional, ya que las exportaciones de dicho producto representaban el 95% de las exportaciones totales. Los mayores compradores del grano de oro (café) de El Salvador en estos años eran los Estados Unidos y Europa.
Los precios del café en octubre de 1929 en el mercado mundial eran muy bajos con respecto al costo de la producción.
Los efectos que se dieron debido a la contracción de la economía de todo el mundo, llegaron al punto que la capacidad de consumo de café de sus habitantes, la mayor parte de la producción del grano de oro (café) no pudo colocarse en el mercado ni con los precios bajos.
Los cafetaleros para esta crisis acumulaban miles y miles de sacos en bodegas de los puertos para exportarlos pero no podían debido a la crisis, otros lo que hacían era mejor no cortar el grano del café por su baja cotización en el mercado exterior.

### Fracaso de la Reforma Agraria

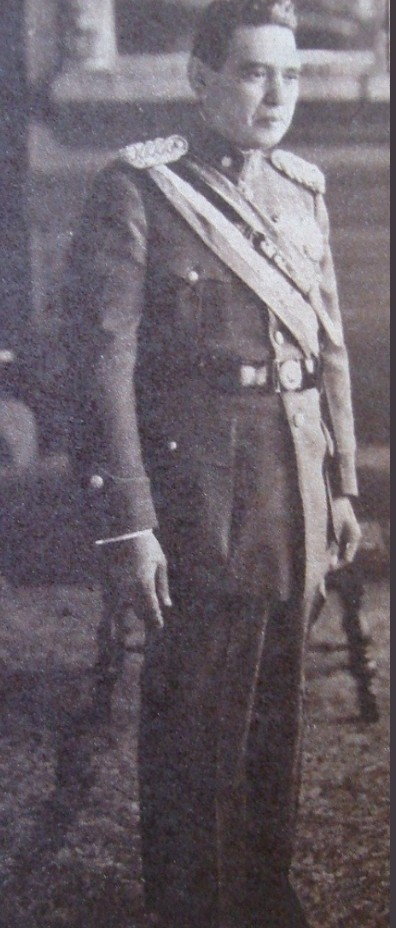
El General Martínez con la Banda presidencial. El gobierno de Martínez construyó una modesta red de caminos de tierra y varios edificios gubernamentales, promulgó algunos programas de seguridad social e intentó administrar la economía, en contraste con las políticas económicas de los regímenes liberales que habían gobernado El Salvador desde la década de 1870

A pesar de los intentos del gobierno de Hernández Martínez y de los gobiernos siguientes, de reformar en cierta medida la estructura de la economía, algunos años después de llevadas a cabo las reformas antes citadas, la posesión de la tierra estaba concentrada en un reducido número de familias y la economía seguía dependiendo fuertemente de la explotación intensiva que llevaban a cabo algunos pocos terratenientes. 
Las causas del fracaso de la Reforma Agraria fueron la insuficiencia de recursos financieros y de asistencia técnica puestos a disposición de los nuevos propietarios de la tierra, la incapacidad de las autoridades para regular el uso de la tierra y la resistencia de los intereses comerciales y de las tradiciones conservadoras de subsistencia.
Las contradicciones sociales que habían causado el levantamiento campesino de 1932 volvían a presentarse abiertamente, con la atenuante de la represión estatal y de una política económica que buscaba ampliar la inversión extranjera y la base externa sobre la que se sostenía la economía salvadoreña. El difícil acceso a los mercados internacionales, la caída de los términos de intercambio y el relativo atraso tecnológico, jugaron un papel decisivo en la formulación de un modelo alternativo.

### El Modelo Agroexportador Reformado
Dada la crisis internacional y nacional, el gobierno de Arturo Araujo había planteado la necesidad de reformar la economía. Sin embargo, los sucesos de 1932 vendrían a convertir en urgencia esa necesidad. 
La Asamblea Legislativa aprobó un programa de reforma agraria que beneficiaba a los pequeños agricultores, además, se creó el Fondo de Mejoramiento Social, que pretendía financiar viviendas económicas para campesinos y gente de escasos recursos, y la Junta de la Defensa Social, que velaría por la administración de ese fondo.
La reforma agraria impulsada funcionaba a través de la compra de terrenos por parte del gobierno, que eran entregados a pequeños propietarios o eran abiertos al asentamiento de campesinos sin tierra.
Esto, sin embargo, no transformó la orientación externa y monocultivista del sistema productivo. La principal actividad productiva nacional seguía siendo el cultivo del café, que era destinado a la exportación.

## Recuperación del Modelo Agroexportador y el Modelo Integrado
En el período de 1950 – 1979, el modelo agroexportador adoptó diferentes medidas con las cuales intentó superar la crisis, entre las medidas adoptadas estaban: Depreciación de las tasas de cambio, especialmente las aplicadas a las importaciones; aumentos en los aranceles, controles de importación y cambio, acuerdos de compensación, creación de nuevos impuestos, incremento de la recaudación de impuestos aduaneros.
Este momento se caracterizaba por:
- Un crecimiento económico favorable que en ciertas coyunturas se vio altamente dinamizado.
- Un proceso de acumulación afectado por la pérdida de las ganancias en las inversiones de agroexportación –a pesar de la diversificación que había en algodón y caña de azúcar.
- Una profundización del subdesarrollo económico del país debido a que las ganancias no aportaron nada a mejorar la calidad de vida de la población, ni a construir infraestructura productiva, integrada y sólida, más allá de la producción.

### Modelo Agroexportador década de los 70
El sector primario en El Salvador durante un periodo estuvo precedido por un modelo agroexportador dentro de los productos agroexportadores se pueden mencionar el Café, el Algodón que fue un cultivo introducido durante el modelo al igual que la caña de azúcar, con un fin de fortalecer el modelo otro de los productos que lo constituían eran los Granos básicos.
El modelo agroexportador en los años setenta demandaba anualmente miles de trabajadores para colectar los cultivos de exportación a lo largo del periodo de cosecha. 
Los grupos familiares campesinos trabajaban en los minifundios y les era otorgado un salario impago. El rol del estado era incorporar y controlar la oferta de la fuerza laboral que se requería para la expansión cafetalera.
En el año 1978, el 89% que percibía de divisas El Salvador era de la actividad exportadora, el 81% era de las agroexportaciones tradicionales y (8%) de las exportaciones no tradicionales para este periodo la exportación de las maquilas era un porcentaje escaso del 3 % y las remesas familiares solo agroalimentario como son los granos básicos, (maíz, arroz, sorgo y frijol), la ganadería (leche, carne bovina y porcina) y la avicultura (carne de ave y huevos).

### El Modelo integrado
El Salvador impulsó en la década de los 70 un ensayo de modelo de Zonas Francas y transformación agraria. Sin embargo, este modelo en lugar de disminuir las tensiones sociales y expresiones cada vez más violentas de los movimientos, ayudó a fortalecer las contradicciones sociales y expresaron el agotamiento del modelo de integración.
En la década del 70 disminuye la inversión extranjera, aumentan las huelgas y manifestaciones, hubo una intervención militar a la Universidad de El Salvador, lo que generó el aumento a la representación, por lo que el modelo de Zonas Francas se agotó con la destitución del último régimen comandado por militares quienes por casi medio siglo había aparecido el poder político.

## El Modelo de Sustitución de Importaciones
A pesar de que el modelo agroexportador había logrado recuperarse, esto no se había traducido en una mejora significativa de las condiciones sociales de la población y en una capacidad de crecimiento sostenido de la economía nacional. Alternativamente se fue gestando la formulación del modelo de industrialización por sustitución de importaciones, que se aplicó de manera sistemática durante las décadas de los 50 y 60. Este tenía como finalidad, reducir la dependencia externa, diversificar la economía nacional y reforzar el poder de compra del país. 
La sustitución de importaciones pretendía reducir las importaciones de bienes de consumo final y, en la medida de lo posible, de materias primas y de bienes de capital, siendo estos bienes creados al interior de la economía. Para ello, era necesario incentivar la inversión industrial a través de políticas focalizadas (proteccionismo, fácil acceso a crédito, exoneración fiscal) e invertir en infraestructura productiva de largo plazo. 
Sin embargo, el proceso de industrialización pretendió llevarse a cabo de manera regional, es decir, a nivel centroamericano, puesto que cada uno de los países de la región carecía de los recursos suficientes para dar el salto hacia una industrialización extensiva. La firma de Tratados Bilaterales entre los países del istmo sentó las bases del proceso de integración. Esta integración abría los mercados nacionales y permitía que cada país satisficiera sus necesidades de consumo con la oferta centroamericana, que contaría con menores aranceles y, por tanto, con menores precios. Por otra parte, la integración –o su resultado, el Mercado Común Centroamericano— permitía a los países centroamericanos enfrentarse a los mercados internacionales como un solo bloque económico.
El proceso de integración y sustitución de importaciones (o modelo de desarrollo “hacia adentro”) fue propuesto, primeramente, por la CEPAL. Luego, se llegaría a una propuesta similar en las reuniones del Comité de Cooperación Económica del Istmo Centroamericano (CCE). 
Sin embargo, dado que este modelo no surge como acción de los principales actores económicos de la época (la naciente burguesía y los grupos ligados a la agroexportación), sino más bien como resultado de un planteamiento teórico que, en algunos casos, entraba en contradicción con los intereses de clase de los grupos dominantes de los países centroamericanos, la integración significó el ahondamiento de las contradicciones sociales. Por ejemplo, la integración permitía la libre circulación de bienes, capitales y factores productivos (lo que aliviaba, para el gobierno, la presión del desempleo; y para las burguesías nacionales, la estrechez de la demanda interna), pero, además, fomentaba la concentración de la riqueza en los antiguos grupos ligados a la agroexportación, puesto que, en El Salvador, la burguesía existente ya contaba con cierto grado de proletarización de la mano de obra que vino a reforzarse con la industrialización.
Es en este momento cuando la inversión extranjera entra de lleno a ocupar un lugar de vital importancia en el desarrollo de las economías centroamericanas. De hecho, según Eduardo Colindres, hacia finales de la década de los 60, el capital extranjero controlaba la tercera parte del capital fijo del sector industrial de Centroamérica. Los efectos, sin embargo, serían negativos. Pese a que constituyó una de las principales fuentes de financiamiento de la expansión industrial y de transferencia de tecnologías, además de la creación de nuevos empleos; la inversión extranjera acentuó la dependencia externa e inhibió el desarrollo de empresas nacionales, tampoco su participación dentro de la generación de ingresos fue altamente significativa.

## Crisis del Modelo Agroexportador década de los 80
Cuando comienza la década de los 80 el modelo agroexportador que había sido recuperado en el período de 1950 – 1979 entró en una difícil crisis que durante toda la década de los 80 se agudizó y demostró lo débil que había sido durante los cambios que habían surgido en las dos últimas décadas. En este mismo periodo la producción de algodón disminuye considerablemente en consecuencia del desvanecimiento que está sintiendo el modelo y con otro factor importante que surge como lo fue el factor político social que acompañaba al país, ya que la mayor parte de la cultivación fue afectada por la guerra civil. El sector primario comienzan a disminuir sus exportaciones tradicionales y las no tradicionales toman fuerzas entre las cuales podemos mencionar un aumento del sector maquila.
En la década de los ochenta surgió una nueva forma de obtener divisas surgió una migración externa que se dio en el periodo de guerra los salvadoreños que emigraron envían sus salarios al país en calidad de remesas familiares. Cuyo valor anual de 20.8 millones de dólares. Un antecedente de las causas de las remesas familiares fue el desplazamiento de los recursos primarios de exportación que eran los principales generadores de divisa. En los años ochenta las remesas que percibían las familias no tenían ninguna importancia macroeconómica representaba solo el 1.5% del PIB. El valor de las exportaciones de los productos primarios con un 5.8%.
El Salvador como un país el cual estaba sumamente conducido por un modelo agroexportador, que por otro lado también estaba bajo la dependencia de un modelo ISI en el pasado por la baja integración que tenían los otros dos sectores productivos los cuales requerían mucho a las importaciones de bienes de capital, se veía obligado a tener una cantidad considerable de divisas, para poder sostener el nivel de demandas de divisas que se generaban, y en este momento el modelo agroexportador era el principal motor de entrada de divisas por lo cual era el componente esencial de la actividad económica interna y del nivel de la población económicamente activa PEA, en el área del campo ya que no se requería de mano de obra calificada. De igual manera el trabajo generado es considerado un empleo estacional ya que surge cada cierto periodo.
Por otro lado dicho modelo era el principal a portador en los ingresos del estado debido a los impuestos a las exportaciones, al igual el modelo agroexportador era la principal fuente de la acumulación de capital de la economía Salvadoreña
Cuando comienza la década de los 80 el modelo agroexportador que había sido recuperado En el período de 1950 – 1979 entró en una difícil crisis que durante toda la década de los 80 se agudizó y demostró lo débil que había sido durante los cambios que habían surgido en las dos últimas décadas. En este mismo periodo la producción de algodón disminuye considerablemente en consecuencia del desvanecimiento que está sintiendo el modelo y con otro factor importante que surge como lo fue el factor político social que acompañaba al país, ya que la mayor parte de la cultivación fue afectada por la guerra civil. El sector primario comienzan a disminuir sus exportaciones tradicionales y las no tradicionales toman fuerzas entre las cuales podemos mencionar un aumento del sector maquila.
En la década de los ochenta surgió una nueva forma de obtener divisas surgió una migración externa que se dio en el periodo de guerra los salvadoreños que emigraron envían sus salarios al país en calidad de remesas familiares. Cuyo valor anual de 20.8 millones de dólares. Un antecedente de las causas de las remesas familiares fue el desplazamiento de los recursos primarios de exportación que eran los principales generadores de divisa. En los años ochenta las remesas que percibían las familias no tenían ninguna importancia macroeconómica representaba solo el 1.5% del PIB. El valor de las exportaciones de los productos primarios con un 5.8%.
El Salvador como un país el cual estaba sumamente conducido por un modelo agroexportador, que por otro lado también estaba bajo la dependencia de un modelo ISI en el pasado por la baja integración que tenían los otros dos sectores productivos los cuales requerían mucho a las importaciones de bienes de capital, se veía obligado a tener una cantidad considerable de divisas, para poder sostener el nivel de demandas de divisas que se generaban, y en este momento el modelo agroexportador era el principal motor de entrada de divisas por lo cual era el componente esencial de la actividad económica interna y del nivel de la población económicamente activa PEA, en el área del campo ya que no se requería de mano de obra calificada. De igual manera el trabajo generado es considerado un empleo estacional ya que surge cada cierto periodo.
Por otro lado dicho modelo era el principal a portador en los ingresos del estado debido a los impuestos a las exportaciones, al igual el modelo agroexportador era la principal fuente de la acumulación de capital de la economía Salvadoreña.

## Actualidad el nuevo Siglo
Después de dos décadas y media la economía salvadoreña pierde la capacidad para generar divisas, las agroexportaciones tradicionales contribuyen escasamente con un 6% las remesas familiares 70 % y la actividad maquiladora (12%).
El empleo que se genera en la actividad agropecuaria con el pasar del tiempo ha percibido una disminución debido a la estructura productiva que ha contribuido al desplazamiento de la población ocupada en el sector agropecuario a otros sectores productivos como la industria, servicios y comercio.
Con el cambio de moneda que se dio en El Salvador de sustituir el colón por el dólar como moneda de curso legal. Fue afectado el sector agropecuario en su capacidad competitiva respecto a los precios comparados a los países centroamericanos como una alternativa para reducir los costes y exportar a precios más bajos.
En el año 2004 el sector agropecuario proporcionó un aporte escaso de 11.5% del PIB 7.5 menos comparado con el año de 1980.
La poca importancia que se le dio al sector agropecuario es la asociación de la baja que obtuvo el sector cafetalero en el país. Para el año 2006 la agricultura es la rama agropecuaria que ha proporcionado al PIB 57.3% del sector agropecuario, la ganadería contribuyó con 18.7%, avicultura 15.1%, silvicultura 5.9% y los productos de la caza y pesca con 3.0.